# Liste von Schweinemuseen
Dies ist eine Liste von Schweinemuseen. Bekannte Museen mit dem Themenschwerpunkt Hausschwein sind:

## In Deutschland
- Deutsches Schweinemuseum in Ruhlsdorf (Teltow) in Brandenburg
- Schweinemuseum in Stuttgart
- Schweinemuseum (geplant/im Aufbau) in Horstmar, Kreis Steinfurt in Nordrhein-Westfalen[1][2]

## In Frankreich
- Schweinemuseum Les Sièlves in Chambonas im Département Ardèche